# Onthophagus triacanthus
Onthophagus triacanthus es una especie de insecto del género Onthophagus, familia Scarabaeidae, orden Coleoptera.
Fue descrita científicamente por Castelnau en 1840.